# Jorge Arbage
Jorge Wilson Arbage (Belém, 17 de fevereiro de 1924 – Belém, 17 de novembro de 2020) foi um advogado, servidor público e político brasileiro por quatro vezes deputado federal pelo Pará.

## Dados biográficos
Filho de José Jorge Arbage e Salustiana Cecim Arbage. Foi tesoureiro em Nova Timboteua e a seguir trabalhou junto ao antigo Departamento Nacional de Estradas de Rodagem em Castanhal e Igarapé-Açu retornando ao posto de tesoureiro em Capanema, onde fez o curso primário.
Em 1953 tornou-se advogado provisionado graças ao Tribunal de Justiça do Pará e nos anos seguintes foi promotor de justiça em Capanema, onde elegeu-se prefeito em 1958, ao trocar o PSD pelo PTB. Derrotado ao buscar um mandato de deputado estadual em 1962, foi secretário de Fazenda no governo Jarbas Passarinho e elegeu-se deputado estadual via ARENA em 1966. Embora tenha perdido a eleição para deputado federal em 1970, foi eleito sucessivamente em 1974, 1978, 1982 e 1986.
Enquanto deputado federal, integrou a bancada do PDS após o fim do bipartidarismo e nessa condição votou contra a Emenda Dante de Oliveira em 1984 e em Paulo Maluf no Colégio Eleitoral em 1985, além de assinar a Constituição de 1988. Vencido na eleição para senador em 1990 e para deputado federal em 1994, integrou o PPR. Consultor da Federação das Indústrias do Estado do Pará e articulista de O Liberal, trabalhou como assessor especial do governador Almir Gabriel.